# Bakuman
Bakuman, estilizado como Bakuman。 (バクマン。) é um mangá escrito por Tsugumi Ohba e ilustrado por Takeshi Obata. O primeiro capítulo foi lançado no Japão no dia 11 de agosto de 2008. Bakuman é a história de dois garotos do 9.º ano que querem se tornar mangakás. Os personagens principais incluem Moritaka Mashiro (真城最高, Mashiro Moritaka), que é um desenhista, e Akito Takagi (高木秋人, Takagi Akito), que é um roteirista.  Os primeiros capítulos alternam situações de drama adolescente com informações sobre a história do mangá e sobre os aspectos técnicos da criação dos mesmos. Durante toda a produção há citações de várias séries de sucesso da Shonen Jump (da Shueisha). A segunda temporada do anime começou a ser exibida em outubro de 2011. A terceira foi transmitida no mesmo mês, em 2012.

## História
Bakuman começa com Moritaka Mashiro, um estudante do ginásio, que esquece o seu caderno com um desenho de sua paixão e colega de classe, Miho Azuki, em sua sala de aula. Quando ele percebe e volta para a sala de aula depois da escola, seu colega, Akito Takagi, está esperando por ele com o caderno em mãos, e diz a ele que ele acredita que Azuki gosta de Mashiro também. Mashiro acaba pensando que Takagi também gosta de Azuki. Takagi, então, tenta convencer Mashiro para se tornar um mangaká (quadrinista de mangá) e o chama para ilustrar as histórias que ele escreve. No entanto, Mashiro, é relutânte à desilusão com a sociedade moderna e o destino de seu tio, um antigo mangaká que morreu por excesso de trabalho, enquanto tentava recuperar seu status.
Mais tarde, Takagi chama Mashiro dizendo para ele o encontrar. Mashiro corre até lá e Takagi o leva a casa de Azuki, e logo em seguida, ele revela à Azuki e confessa a ela que ele e Mashiro são destinados a serem mangakás. Mashiro, surpreso, descobre que ela quer ser uma seiyū (dubladora) e, lembrando das desventuras românticas de seu tio, propõe Azuki em casamento, sob a condição de que eles só se casem depois de alcançarem seus sonhos. Com a sua auto-estima renovada, Mashiro expõe a tornar esse sonho realidade. Seu objetivo é ter a voz de Azuki dublando a heroína na adaptação do anime de seu mangá. Para ter a maior probabilidade de sucesso, ele e Takagi votam para se serializarem na revista semanal Weekly Shōnen Jump e tentar criar o mangá mais popular para a revista.
A história possuí a metalinguagem da criação dos mangás de forma simples, demonstrando as relações entre editor-autor, as dificuldades em ser aprovado e de manter semanalmente um mangá em uma revista semanal.

## Personagens
Mashiro Moritaka:
Takagi Akito:
Azuki Miho:
Niizuma Eiji:
Aoki Ko:
Shinta Fukuda:
Hiramaru Kazuya:

## Mangá
O mangá de Bakuman estreou em 11 de agosto de 2008 na revista Weekly Shonen Jump e durou até abril de 2012. O mangá obteve ótimos índices de popularidade nos questionários destinados ao público da revista. Teve ao todo 176 capítulos que foram compilados em 20 volumes encadernados.

## Anime
O anime Bakuman teve sua estreia no dia 2 de outubro de 2010 e inicialmente eram previstos 25 episódios, mas foi anunciado que haveria uma segunda temporada. Uma terceira temporada também foi confirmada, e sua estreia foi em 6 de outubro de 2012. O anime acabou no episódio 25 da 3.ª temporada.
Trilha Sonora
Aberturas
- "Blue Bird", por Kobukuro (1.ª Temporada)
- "Dream of Life", por Itou Souhei (2.ª Temporada)
- "Moshimo no Hanashi", por nano.RIPE (3.ª Temporada)
- "23:40", por Hyadain feat. Base Ball Bear (3.ª Temporada)

Encerramentos
- "BAKUROCK ~Mirai no Rinkakusen~", por YA-KYIM (1.ª Temporada, episódios 01-13)
- "Genjitsu to iu Na no Kaibutsu to Tatakau Mono Tachi", por Yu Takahashi (1.ª Temporada, episódios 14-24)
- "monochrome rainbow", por Tommy heavenly6 (2.ª Temporada, episódios 01-16)
- "Parallel", por Fumiya Sashida (2.ª Temporada, episódios 17-24)
- "Pride on Everyday", por Sphere (3.ª Temporada, episódios 01-13)
- "Yume Sketch", por JAM Project (3.ª Temporada, episódios 14-26)